# FA Charity Shield 1997
De  FA Charity Shield 1997 (ook bekend als de Littlewoods FA Charity Shield om sponsorredenen) was de 75e FA Charity Shield, een jaarlijkse Engelse voetbalwedstrijd georganiseerd door de Engelse voetbalbond (The Football Association) en werd gespeeld tussen de winnaars van de Premier League en de FA Cup van vorig seizoen.
Deze werd gespeeld op Wembley Stadium op 3 augustus 1997 door Manchester United, de landskampioen van het seizoen 1996/1997 van de Premier League, en Chelsea, de winnaar van de FA Cup. Na strafschoppen (4–2) won Manchester United de supercup. De wedstrijd was het Chelsea-debuut voor de Nederlandse doelman Ed de Goeij. Speler-coach Ruud Gullit van Chelsea zette zichzelf op het wedstrijdblad. Jordi Cruijff viel na 72 minuten in voor Teddy Sheringham bij Manchester United. De Nederlandse doelman Raimond van der Gouw zat op de bank als doublure voor Peter Schmeichel.

## Wedstrijd
|                             |                                 |     |                          |                                                                                           |
| 3 augustus 1997 15:00 UTC+1 | Chelsea                         | 1–1 | Manchester United        | Wembley Stadium, Londen Toeschouwers: 73.636 Scheidsrechter: Peter Jones (Leicestershire) |
| 3 augustus 1997 15:00 UTC+1 | M. Hughes 52'                   |     | Johnsen 58'              | Wembley Stadium, Londen Toeschouwers: 73.636 Scheidsrechter: Peter Jones (Leicestershire) |
| 3 augustus 1997 15:00 UTC+1 | Strafschoppen                   |     |                          | Wembley Stadium, Londen Toeschouwers: 73.636 Scheidsrechter: Peter Jones (Leicestershire) |
| 3 augustus 1997 15:00 UTC+1 | Sinclair Zola Di Matteo Leboeuf | 2–4 | Scholes Irwin Keane Butt | Wembley Stadium, Londen Toeschouwers: 73.636 Scheidsrechter: Peter Jones (Leicestershire) |

| Chelsea | Manchester United |

| GK             | 1  | Ed de Goeij       |            |     |
| CB             | 20 | Frank Sinclair    | Kreeg geel |     |
| CB             | 5  | Frank Leboeuf     |            |     |
| CB             | 6  | Steve Clarke      |            |     |
| RWB            | 11 | Dennis Wise       | Kreeg geel |     |
| LWB            | 17 | Danny Granville   |            |     |
| DM             | 28 | Jody Morris       |            | 46' |
| CM             | 8  | Gustavo Poyet     |            |     |
| CM             | 16 | Roberto Di Matteo |            |     |
| AM             | 25 | Gianfranco Zola   |            |     |
| CF             | 10 | Mark Hughes       |            | 77' |
| Wisselspelers: |    |                   |            |     |
| GK             | 13 | Kevin Hitchcock   |            |     |
| DF             | 2  | Dan Petrescu      | Kreeg geel | 46' |
| DF             | 29 | Neil Clement      |            |     |
| MF             | 4  | Ruud Gullit       |            |     |
| MF             | 16 | Paul Hughes       |            |     |
| FW             | 9  | Gianluca Vialli   |            | 77' |
| FW             | 22 | Mark Nicholls     |            |     |
| Speler-coach:  |    |                   |            |     |
| Ruud Gullit    |    |                   |            |     |

| GK             | 1  | Peter Schmeichel     |            |     |
| RB             | 12 | Phil Neville         |            |     |
| CB             | 6  | Gary Pallister       |            |     |
| CB             | 5  | Ronny Johnsen        |            |     |
| LB             | 3  | Denis Irwin          |            |     |
| RM             | 8  | Nicky Butt           |            |     |
| CM             | 18 | Paul Scholes         |            |     |
| CM             | 16 | Roy Keane            |            |     |
| LM             | 11 | Ryan Giggs           |            | 72' |
| CF             | 9  | Andy Cole            |            |     |
| CF             | 10 | Teddy Sheringham     | Kreeg geel | 72' |
| Wisselspelers: |    |                      |            |     |
| GK             | 17 | Raimond van der Gouw |            |     |
| DF             | 2  | Gary Neville         |            |     |
| MF             | 7  | David Beckham        |            | 72' |
| MF             | 14 | Jordi Cruijff        |            | 72' |
| MF             | 15 | Karel Poborský       |            |     |
| MF             | 23 | Ben Thornley         |            |     |
| FW             | 13 | Brian McClair        |            |     |
| Coach:         |    |                      |            |     |
| Alex Ferguson  |    |                      |            |     |